# 中島一夫
中島 一夫（なかじま かずお、1968年5月17日 - ）は、日本の文芸評論家、近畿大学文芸学部教授。日本文学専攻。

## 略歴
石川県生まれ。早稲田大学大学院教育学研究科修士課程修了。早稲田実業学校中等部・高等部教諭、早稲田大学講師を経て、2006年近畿大学文芸学部准教授、2014年教授。2000年に「媒介と責任─石原吉郎のコミュニズム」（『収容所文学論』所収）で新潮新人賞（評論・ノンフィクション部門）を受賞。2008年初の著書『収容所文学論』を上梓。
教員時代にはサッカー部の顧問を担当し、東京都中体連サッカー大会優勝監督となった。

## 著書
- 『収容所文学論』論創社、2008
- 『アフター・リアリズム　全体主義・転向・反革命』書肆子午線、2025

## 批評文
- 「柳宗悦」（『「昭和」文学史における「満洲」の問題（一）』）
- 「意識の閾域──芥川龍之介『玄鶴山房』を中心に」（『国語と国文学』1996年4月号）
- 「興奮と熱狂──志賀直哉『范の犯罪』はいかに機能したか」（『社会文学』1996年7月号）
- 「教課審「最終答申」を読む/高校教育課程 高校教育を変えられるか」（『教育評論』1998年9月号）
- 「媒介と責任──石原吉郎のコミュニズム」（『新潮』2000年11月号、『収容所文学論』）
- 「非合理の暴力(ヴィオレンツァ)─パゾリーニの抵抗」（『新潮』2001年5月号、『収容所文学論』）
- 「「行動」という強迫(オブセッション）」（『ユリイカ』2001年6月号）
- 「文芸時評」（『新潮』2001年9月～12月号）
- 「悪魔の生成過程──小林秀雄と学生運動」（『早稲田文学』2002年1月号）
- 「文芸」（『週刊読書人』2002年1月～2003年12月）
- 「柄谷行人とフーコー──柄谷行人『柄谷行人初期論文集』書評」（Web CRITIQUE 2002、『収容所文学論』）
- 「市川真人氏に反論する」（web重力）
- 「隣接に向かう批評──絓秀実の「六八年史論」試論」（『重力02』、『収容所文学論』）
- 「池澤夏樹編『ことばのたくらみ──実作集』書評」（『新潮』2003年4月号）
- 「福田和也『現代文学』書評」（『文學界』2003年4月号）
- 「阿部和重『シンセミア』を読む──汚辱に塗れた人々の生」（『週刊読書人』2003年11月21日号、『収容所文学論』）
- 「踏切りを越えて──志賀直哉の"幼女誘拐"」（『新潮』2004年5月号、『収容所文学論』）
- 「ファシストの孤独──福田和也『イデオロギーズ』書評」（『波』2004年6月号）
- 「大杉重男『アンチ漱石──固有名批判』書評」（『週刊読書人』2004年6月4日号）
- 「「空白」の中の延命装置──柄谷行人と批評の空間」（『ユリイカ』2004年8月号、『収容所文学論』）
- 「福田和也から詩を奪回する──守中高明『存在と灰 ツェラン、そしてデリダ以後』書評」（『新潮』2004年9月号）
- 「出口のない真夜中に倫理はあるか──村上春樹『アフターダーク』書評」（『週刊読書人』2004年9月17日号）
- 「パロールの戦場─日本文学の分水嶺と津村喬」（『思想読本11　1968』）
- 「文学を畏れない者は幸いである──斎藤環『文学の徴候』書評」（『新潮』2005年2月号）
- 「朝倉祐弥『白の咆哮』書評」（『週刊読書人』2005年2月25日号）
- 「志賀の豊年、三島の大飢饉──丹生谷貴志『三島由紀夫とフーコー〈不在〉の思考』書評」（『新潮』2005年4月号）
- 「『グランド・フィナーレ』を少女愛(ロリコン)抜きで! 」（『新潮』2005年7月号、『収容所文学論』）
- 「嫉妬と民主主義」（『新潮』2005年7月号、『収容所文学論』）
- 「星野智幸『在日ヲロシヤ人の悲劇』書評」（『新潮』2005年9月号）
- 「滅びようと望む人間たちの向かう先には 」（『文藝』2006年春季号、『収容所文学論』）
- 「疲労の報酬」（『新潮』2006年2月号、『収容所文学論』）
- 「中上健次・高澤秀次『中上健次［未収録］対論集成』書評」（『週刊読書人』2006年2月10日号）
- 「中村文則『銃』解説」（新潮文庫、『収容所文学論』）
- 「柄谷行人『世界共和国へ』書評」（『新潮』2006年8月号）
- 「空虚と反復──村上春樹の「則天去私」」（『文學界］2006年8月号、『収容所文学論』）
- 「転向の現在と批評──「自分探しの旅」を降りるための必読批評10」（『ユリイカ』2006年9月号）
- 「池田雄一『カントの哲学──シニシズムを超えて』書評」（『週刊読書人』2006年9月8日号）
- 「太田光・中沢新一『憲法九条を世界遺産に』書評」（『新潮』2006年11月号）
- 「いつのまにか染み(それ)は広がっている──絓秀実『1968年』書評」（『文學界』2006年12月号、『収容所文学論』）
- 「文芸批評批判序説」（『述』1、『収容所文学論』）
- 「退屈死に瀕した「現代小説」のために──中上健次『現代小説の方法』書評」（『文學界』2007年4月号）
- 「大西巨人・鎌田哲哉『未完結の問い』書評」（『週刊読書人』2007年4月13日号）
- 「第一人者が語るナショナリズムの来歴と行く末──梅森直之編著『ベネディクト・アンダーソン　グローバリゼーションを語る』書評」（『週刊文春』2007年6月21日号）
- 「境界線は何度も引きなおされる──大澤真幸『ナショナリズムの由来』書評」（『新潮』2007年10月号）
- 「大西巨人『地獄篇三部作』書評」（『週刊読書人』2007年10月5日号）
- 「ポスト歴史を逝く＝生くために──星野智幸『無間道』書評」（『群像』2008年1月号）
- 「木登りする安吾──「文学のふるさと」再考」（『ユリイカ』2008年9月号）
- 「妄想がリアルになるとき──埴谷雄高から「サイレントテロ」へ」（『en-taxi』2008 AUTUMN No.23）

## 討議
- 「資本と国家に対抗する新しいアソシエーションの可能性──『NAM生成』をめぐって」（柄谷行人・島田雅彦・西部忠、早稲田大学大隈講堂、2001年6月30日）
- 「二〇〇一年の日本文学回顧」（絓秀実・渡部直己、『週刊読書人』2001年12月28日号）
- 「『重力01』作品合評会」（井土紀州・沖公祐・大澤信亮・大杉重男・鎌田哲哉）
- 「坂本忠雄presents「文学の器」第十三回「生誕百年　坂口安吾─奔流するエッセイの零度の場所」」（坂本忠雄・福田和也、『en-taxi』2006 SUMMER No.14）
- 「『AA』をめぐるトークセッション」（青山真治・上野昂志・絓秀実・渡部直己、『述』2）